# Хоффман, Вильгельм
Вильгельм Хоффман (нем. Wilhelm Hoffmann; 31 января 1676, Мюльхайм — 13 августа 1746, там же) — немецкий протестантский теолог.

## Биография
В 1694 г. закончил Дуйсбургский университет со степенью кандидата теологии. Однако церковное служение ему предоставлено не было из-за его явной склонности к квиетизму, в особенности к воззрениям Пьера Пуаре, что не одобрялось официальным учением и пастырской практикой Реформатской Церкви. С 1713 г. Хоффман организует внебогослужебные духовные собрания в Мюльхайме, положив тем самым начало церковному сепаратизму в Рейнской области. Автор нескольких духовных трактатов. Оказал решающее воздействие на духовное становление Герхарда Терстегена, которому в 1727 г. передал ведение своих внебогослужебных собраний в Мюльхайме.